# Le Chat châtié
Pour plus de détails, voir Fiche technique et Distribution.
Le Chat châtié ou Tel est pris (Puss n' Booty) est un court métrage de dessin animé de la série américaine Looney Tunes réalisé par Frank Tashlin, produit par les Leon Schlesinger Productions et sorti en 1943.

## Synopsis
Une femme rentre chez elle pour découvrir que son canari a disparu. Son chat Rudolph (décoré d'un ruban noué au cou) l'a mangé (il crache des plumes dans un hoquet) mais fait mine d'aller à sa recherche et fouille partout, à l'instar de sa maîtresse, puis siffle, ouvre une fenêtre et fait croire que l'oiseau s'en est allé dans le ciel. Il feint alors le désespoir de perdre un si précieux ami, pleure dans les rideaux et dans son coussin. En réalité, il répète cette comédie depuis longtemps, où il mange à chaque fois le canari. Cette fois encore, il jubile d'entendre sa maîtresse demander au téléphone qu'on lui livre un nouvel oiseau. Rudolph attend avec impatience l'arrivée du camion de livraison, va jusqu'à détacher la plaque d'adresse du mur pour la montrer au conducteur d'un camion... qui n'est pas le bon. Quand celui attendu arrive mais ne s'arrête pas, il le siffle pour le faire revenir en arrière.  
Une fois la cage avec l'oiseau installée et la maîtresse partie, le chat bondit vers la cage. Mais le canari l'a vu et remonte la cage en voletant. Le bond raté de Rudolphe le fait s'aplatir contre le mur et il roule ensuite comme une pièce de monnaie. Le chat, remis, fixe solidement la cage au sol avec des cordes. Il bondit à nouveau, mais l'oiseau a ouvert les deux portes de la cage et le chat poursuit sa lancée pour finir dans la fontaine du jardin, avec la statue de Cupidon qui tombe sur lui. La nuit venue, Rudolph fait une nouvelle tentative : perché sur une pile de livres, il s'apprête à se saisir de l'oiseau endormi, mais ce dernier ne l'était pas et assomme le chat d'un coup de maillet, et fait tomber ce dernier sur le chat à terre. La fois suivante, le chat arrive par le haut en marchant sur une poutre. Mais la cage étant reliée par un ressort au mât, il rebondit plusieurs fois avant d'être éjecté. L'oiseau sort de sa gueule et retourne dans la cage... où il trouve le chat qui l'attend ! C'est la bataille finale : la cage est secouée en tout sens. La maîtresse est réveillée par le bruit et vient dans la salle. Elle ne voit plus le chat et s'inquiète. Elle demande au canari s'il a vu le chat. L'oiseau, faisant croire qu'il sort de son sommeil, fait un signe négatif de la tête. Mais il a un hoquet et le noeud du ruban du chat sort de son bec. La scène se termine sur un clin d'œil de l'oiseau, qui se rendort.              

## Fiche technique
Source IMDb
- Titre original : Puss n' Booty
- Titre  français : Tel est pris
- Titre québécois : Le Chat châtié
- Série : Looney Tunes
- Réalisation :  Frank Tashlin
- Scénario :  Warren Foster

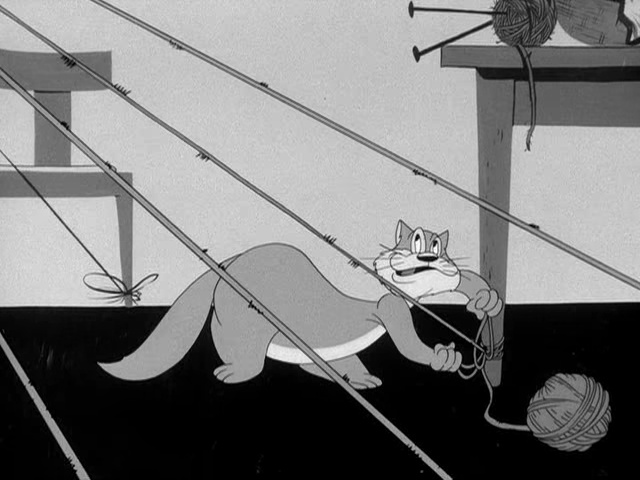
Le chat Rudolph retient la cage au sol avec une multitude de cordes.

- Musique : Carl W. Stalling (non crédité)
- Montage : Treg Brown
- Production : Leon Schlesinger Productions
- Société de production : Leon Schlesinger Productions
- Durée : 7 minutes 22 secondes
- Métrage : 200 m (1 bobine)
- Genre : Court métrage de dessin animé comique
- Langue :  anglais
- Format : noir et blanc (original) - 35 m - 1,37:1 - son mono - procédé cinématographique : sphérique
- Pays de production :  États-Unis
- Date de sortie :
  - États-Unis : 11 décembre 1943

### Animation
Animateurs :
- Cal Dalton (seule personne de l'équipe au générique)
- Shamus Culhane
- Arthur Davis
- Izzy Ellis (en)
- Don Williams
- Rev Chaney
- Ray Patin

Décors :
- David Hilberman (en)

Disposition :
- Richard H. Thomas

Supervision de l'animation :
- Steve Milman

## Musiques
Aucune des chansons et musiques ne figure au générique.
- Powerhouse

Musique par Raymond Scott.
Jouée quand Rudolph dirige le camion dans l'allée.
- Dinner Music for a Pack of Hungry Cannibals

Musique par Raymond Scott.
Jouée quand  Rudolph et Petey se battent dans la cage.
- Aloha ʻOe

Musique par Queen Liliuokalani.
Jouée quand Rudolph pleure et fait au-revoir.
- Rock-a-Bye Baby

Musique par Effie I. Canning
Jouée quand Petey fait de la balançoire dans sa cage la première fois
- I'll Pray for You

Musique par Arthur Altman
Jouée quand  Rudolph sanglote dans son oreiller.
- How Sweet You Are

Musique par Arthur Schwartz
Jouée au comencement et plusieurs fois au cours du film.
- Wait for Me Mary (basée sur Down by the Riverside)

Musique par Charles Tobias, Nat Simon et Harry Tobias
Jouée quand Rudolph attend le camion de livraison.

## Distribution
Voix originales (non créditées) :
- Mel Blanc : le chat Rudolph et l'oiseau « Petey » (ou « Dickie »)
- Bea Benaderet : la propriétaire des animaux

## Autour du film
Ce dessin animé est le dernier en noir et blanc de la série Looney Tunes ; il a été colorisé en 1968 puis numériquement en 1990. Son scénario sera repris en grande partie dans un des Merrie Melodies en couleurs de 1948 de Friz Freleng, intitulé I Taw a Putty Tat, avec le duo du chat Sylvestre et du canari Titi. 